# 이시지역
이시지역(일본어: 石地駅)은 일본 니가타현 가시와자키시에 위치한 동일본 여객철도 에치고선의 철도역이다. 단선 승강장 1면 1선의 구조를 갖춘 철도역이다.

## 역 주변
- 국도 제116호선

## 역사
- 1912년 11월 11일 : 에치고 철도의 역으로서 개업.
- 1927년 10월 1일 : 에치고 철도가 국유화. 국철 에치고선의 역이 됨.
- 1973년 12월 1일 : 화물 취급 폐지.
- 1987년 4월 1일 : 일본국유철도 분할 민영화에 의해, 동일본 여객철도가 승계.
- 1991년 : 측선화, 교환 설비 철거.
- 1992년 : 역사 개축과 동시에 간이위탁을 중지해, 완전 무인화.

## 인접 역
| 동일본 여객철도 에치고선 | 동일본 여객철도 에치고선 | 동일본 여객철도 에치고선 |
| ------------------------ | ------------------------ | ------------------------ |
| 라이하이 가시와자키 방면 | ■ 에치고선               | 오기노조 니가타 방면     |